# Гамма (Німеччина)
Гамма (нім. Hammah) — громада в Німеччині, розташована в землі Нижня Саксонія. Входить до складу району Штаде. Складова частина об'єднання громад Ольдендорф-Гіммельпфортен.
Площа — 29,29 км2. Населення становить 3165 ос. (станом на 31 грудня 2021).

## Галерея

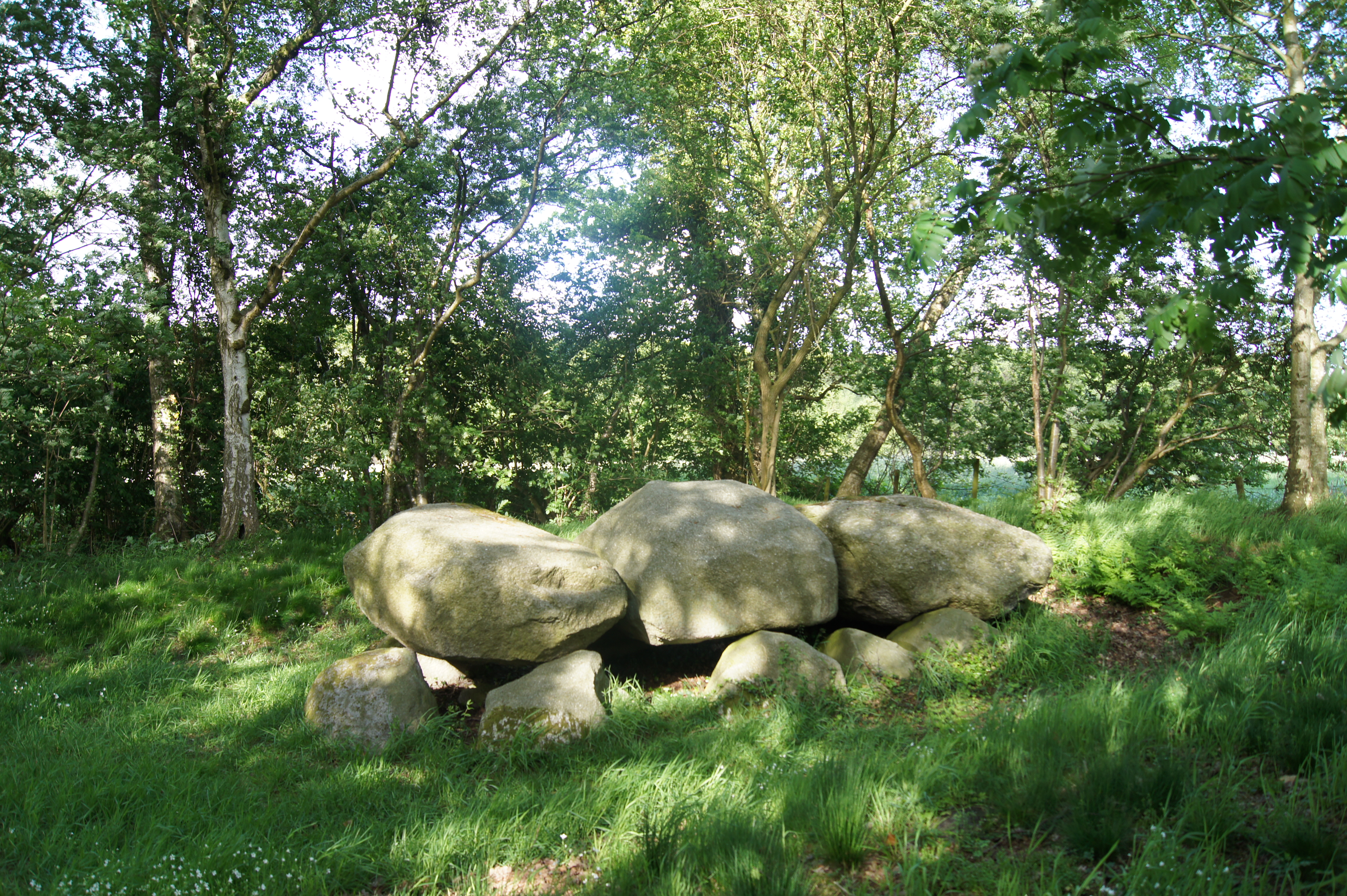
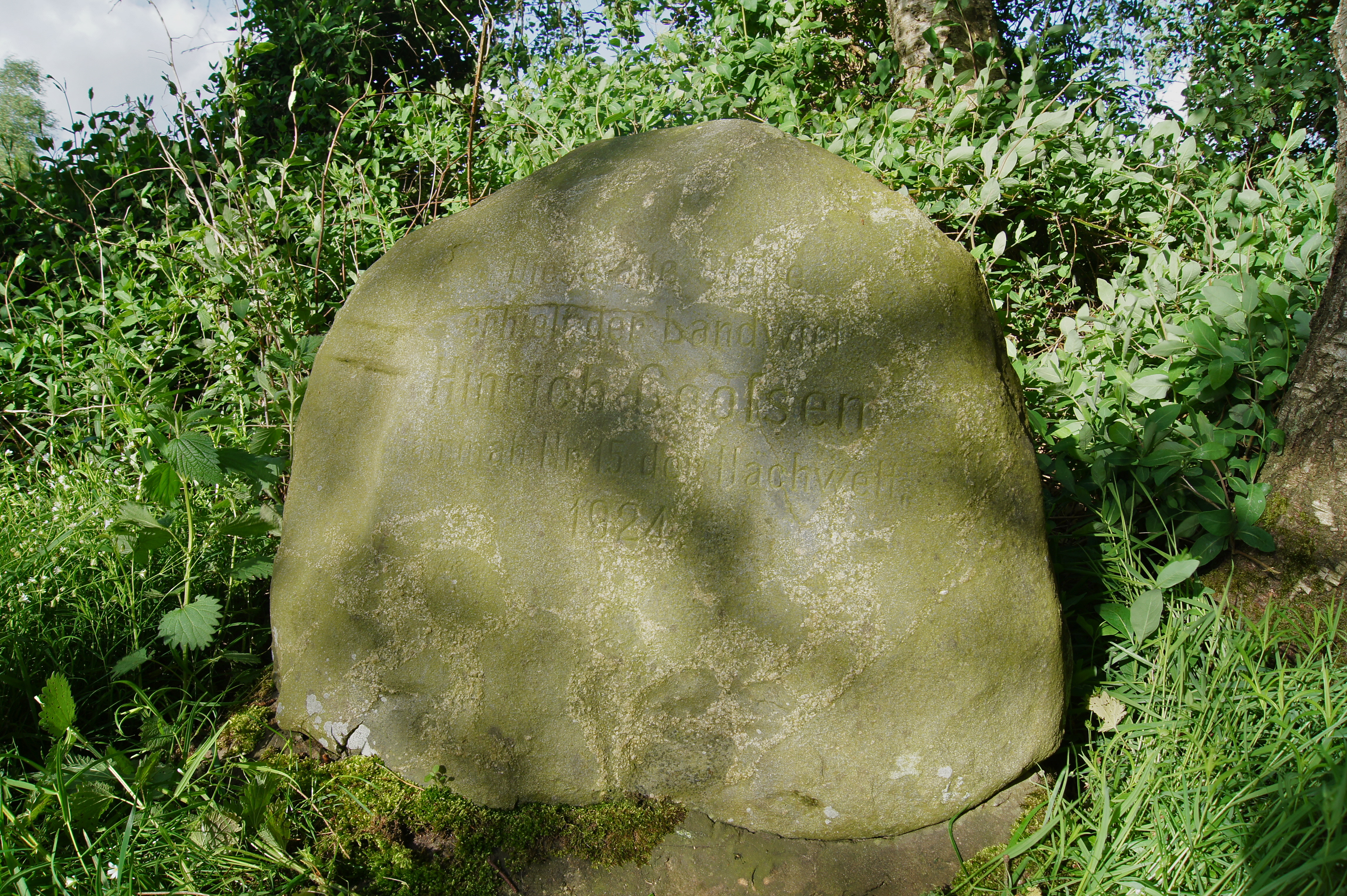